# Rúth könyve
Rúth könyve (héberül מְגִלַּת רוּת Megillat Rúth – Rúth tekercse) a Héber Biblia harmadik részének (Ketuvim – Iratok) második egységébe, az Öt tekercs közé tartozik, a keresztény kánonban történeti alapon kapott elhelyezést, ezért a Bírák könyve után szerepel. A könyv a moábita Rúth és anyósa, Naomi történetét beszéli el Moábból való visszatérésükön keresztül Rúth férjhezmeneteléig, illetve fiának megszületéséig, majd Dávid király nemzetségtáblájával zárul. A könyv, rövidsége ellenére is (4 fejezet) fontos helyet foglal el mind a zsidó, mind a keresztény hagyományban.

## A történet

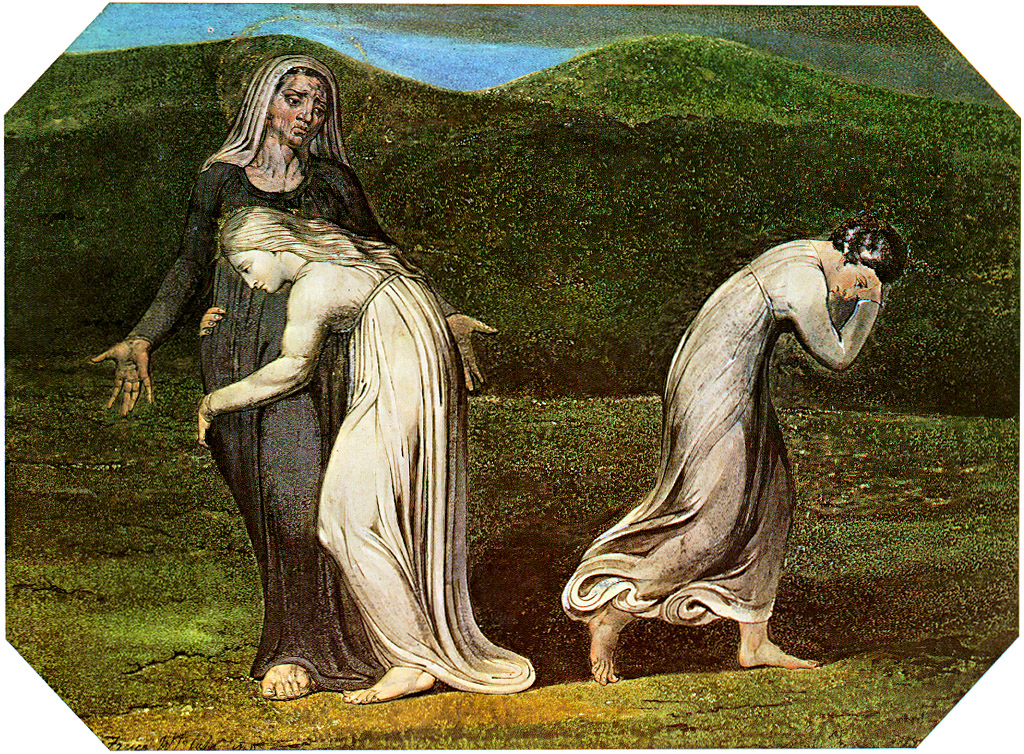
Naomi kérleli Rúthot és Orpát a Moábba való visszatérésre. William Blake, 1795

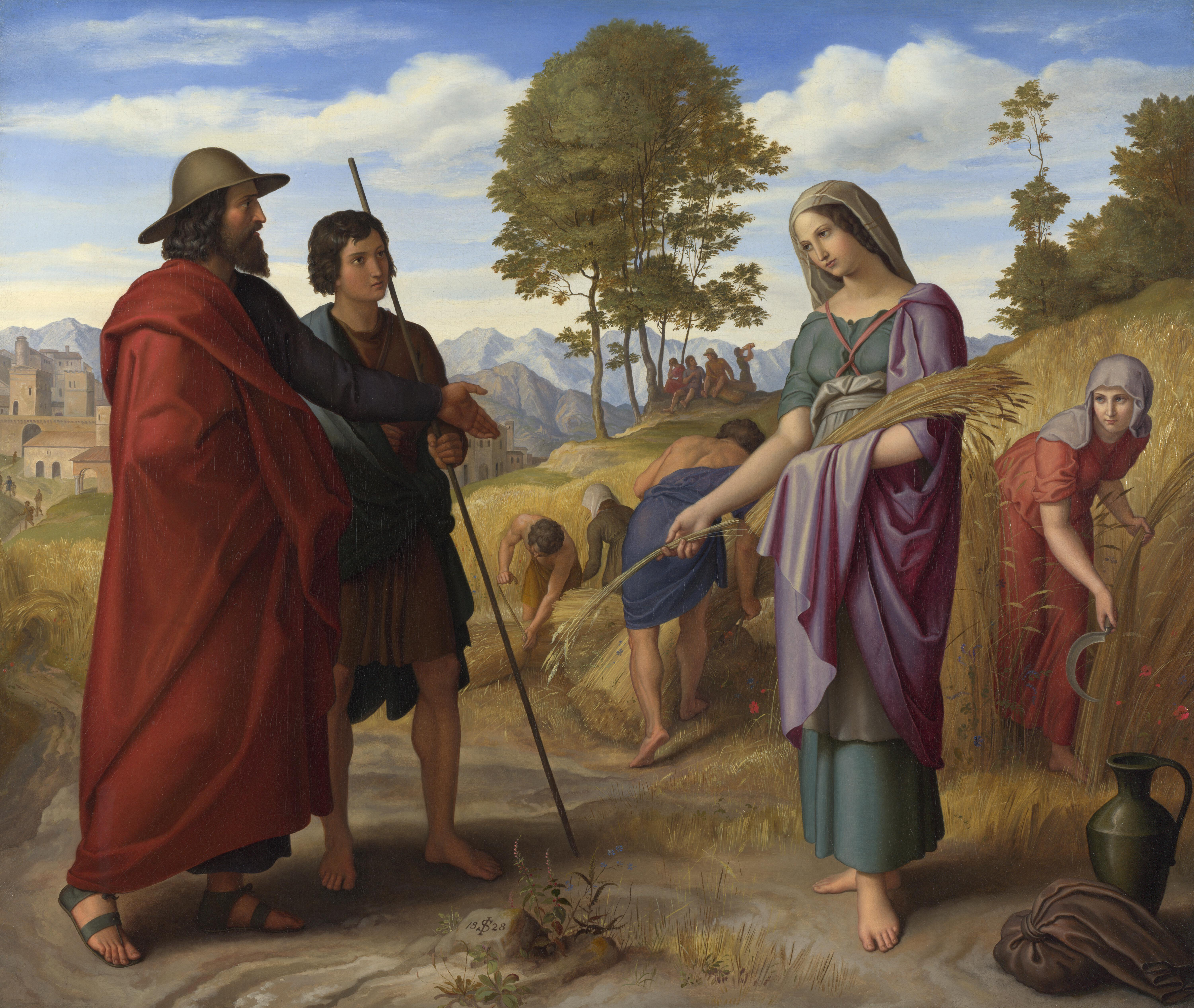
Rúth Boáz földjén. Julius Schnorr von Carolsfeld, 1828, National Gallery, London

- (1. fejezet) A bírák idejében, egy közelebbről meg nem határozott júdabeli éhínség elől a bethlehemi Elimelek és családja – felesége, Naomi, két fia, Mahlon és Kiljon – Moábba vándorolnak. Elimelek halála után a két fiú elveszi a moábita Rúthot és Orpát. Tíz év múlva a két fiú is meghal, gyermektelenül. Az éhínség végén Naomi a visszatérés mellett dönt, menyeit pedig megpróbálja visszaküldeni saját családjaikhoz. Orpa visszafordul, Rúth azonban ezekkel a szavakkal utasítja vissza anyósa unszolását: „ahová te mégy, oda megyek, és ahol te megszállsz, ott szállok meg, néped az én népem, és Istened az én Istenem” (1:16; ezek egyúttal az áttérés szavai is). Bethlehembe érve Naomiról (Gyönyörűségem) Márára (Keserűség) változtatja nevét.
- (2. fejezet) Az árpaaratás kezdetén  térnek vissza, Rúth megkéri anyósát, hadd mehessen mezgerélni (elhullott kalászokat szedegetni, ami Izraelben a szegények előjoga volt). Rúth Boáz, Naomi rokonának földjére téved, ahol Boáz kéri, hogy ne menjen máshová, és anyósához való hűsége miatt – moábita, tehát idegen létére – a szolgálóival egyforma ellátásban és védelemben részesíti, Rúth pedig ottmaradt a búzaaratás  végéig. Boáz, hogy segítsége Noémit és Rúthot, utasítja aratóit, hogy hagyjanak el kalászokat, így Rúth minél többet fel tud szedni a tarlóról.
- (3. fejezet) Mivel Boáz, mint közeli rokon (góél – meg- vagy kiváltásra alkalmas közeli (vér)rokon), alkalmas a levirátusi házasságra – azaz arra, hogy elvegye Mahlon özvegyét, Rúthot, így fenntartva az egyenes ági leszármazást -, Naomi kiküldi Rúthot éjjel a mezőre, azzal, hogy feküdjön titokban Boáz lábaihoz, majd mikor felébred, figyelmeztesse erre a kötelezettségére, amit ő meg is tesz („terjeszd ki hát takaródat a te szolgálódra, mert te vagy a legközelebbi rokon”, 3:9). Boáz beleegyezik,[1] de felhívja figyelmét, hogy van egy még közelebbi rokon: „ha az megvált téged, jó, váltson meg; ha pedig nem akar téged megváltani, akkor én váltalak meg” (3:13).
- (4. fejezet) Boáz a város vénei előtt beszél a másik rokonnal, aki a saját örökségét féltve lemond előjogairól, így hivatalosan is Boázé lesz Elimelek öröksége.[2] Elveszi Rúthot, aki megszüli Obedet, aki a levirátusi törvények értelmében Mahlon fiának és örökösének, így Naomi unokájának is számít (4:13-16). A fejezet egy rövid nemzetségtáblával zárul, amiből kiderül, hogy Boáz Júda törzséből származik, Obed pedig Dávid király nagyapja.

## Tartalmi szempontok
Rúth könyve a szent iratok között rendkívül érdekes alkotásnak számít. Rúth a moábi népcsoportból származik, akik az Ószövetség többnyire negatív színben tüntet fel pogány vallásuk és a köztük valamint a zsidók közötti ellenségeskedés miatt. Az Ószövetség elismeri, sőt a maga formájában szemlélteti a zsidók és moábiak közti rokonságot, de Moáb nemzetének születését egy bűnös cselekedet, a vérfertőzés eredményeként írja le: Moáb és testvére Ammon Ábrahám unokaöccsének, Lótnak a gyerekei, akiket Lót két lánya szült. A zsidó törvények tiltották a vegyes házasságokat. Rúth könyve a tilalom túlzott merevsége ellen szól, s arról, hogy bizonyos esetekben szükségszerű kivételt tenni. Rúth, bár pogány családból való, de áldozatos és hűséges anyósához, aki néhai férje anyja volt. Pusztán szeretetből elfogadja Izrael Istenét az egyetlen istent, s követi anyósa népének hagyományait, igyekszik alázatos és hű szolgálatot tenni anyósa honfitársainak, amivel kivívja azok elismerését és megbecsülését. Nem utolsósorban szerepet játszik a dologban Isten akarata, aki a történelem irányítója és tettei mindig helyesek. A moábi Rúth Dávidnak, a zsidók későbbi nagy királyának lesz ezáltal a dédanya, akinek leszármazottja Jézus Krisztus. Az Újszövetségben Jézus maga is nyíltan közli, hogy tanításainak sokkal erősebb hívei akadnak majd idegen, nemzsidó népek között, mindez azonban nem jelent közvetlen összefüggést az újszövetségi tanítás és Rúth könyve között.

## Nyelvezet
Nyelvezete egyszerű, egységes, élénk, folyamatos, gördülékeny próza, egyike a héber Biblia legkönnyebben olvasható és legszebb szövegeinek. Érdekessége a sok, máshol már nem található (mert hímnemmel helyettesített) nőnemű igealak használata. Bibliai héber tanulásakor általában ezt szokás először olvasni Jónás könyve mellett.

## Szerzőség
A könyv nem tartalmaz erre való utalást, ezért csak különféle feltelezésekre hagyatkozhatunk. A Talmudi hagyomány Sámuel prófétának tulajdonítja, amivel a könyv végi nemzetségi táblázatot szokás szembeállítani, ami bizonyosan Dávid korából (vagy utána) származik. A későbbi hozzátoldás (valamint a régi sarulehúzási szokás magyarázatának betoldása) azonban ezt a szerzőséget nem zárja ki.
Újabban felmerült, hogy a könyvnek, témája és megközelítése miatt (mivel az eseményeket két nő szemszögéből beszéli el) női írója lenne. Ezt semmi nem zárja ki és egyedülállóvá tenné a bibliai iratok sorában, de konkrét bizonyíték erre jelenleg sincs.

## A könyv szereplőinek családfája
|      |      |      |      |      |      |              |  |  |  |  |  |      |      |      |      |      |      |  |  |  |  |  |  |        |        |        |        |        |        |  |  |  |  |          |          |          |          |          |          |      |      |       |       |       |       |       |       |        |        |        |        |        |        |  |  |
|      |      |      |      |      |      |              |  |  |  |  |  |      |      |      |      |      |      |  |  |  |  |  |  |        |        |        |        |        |        |  |  |  |  |          |          |          |          |          |          |      |      |       |       |       |       |       |       |        |        |        |        |        |        |  |  |
|      |      |      |      |      |      |              |  |  |  |  |  |      |      |      |      |      |      |  |  |  |  |  |  |        |        |        |        |        |        |  |  |  |  | Elimelek | Elimelek | Elimelek | Elimelek | Elimelek | Elimelek |      |      | Naomi | Naomi | Naomi | Naomi | Naomi | Naomi |        |        |        |        |        |        |  |  |
|      |      |      |      |      |      |              |  |  |  |  |  |      |      |      |      |      |      |  |  |  |  |  |  |        |        |        |        |        |        |  |  |  |  | Elimelek | Elimelek | Elimelek | Elimelek | Elimelek | Elimelek |      |      | Naomi | Naomi | Naomi | Naomi | Naomi | Naomi |        |        |        |        |        |        |  |  |
|      |      |      |      |      |      |              |  |  |  |  |  |      |      |      |      |      |      |  |  |  |  |  |  |        |        |        |        |        |        |  |  |  |  |          |          |          |          |          |          |      |      |       |       |       |       |       |       |        |        |        |        |        |        |  |  |
|      |      |      |      |      |      |              |  |  |  |  |  |      |      |      |      |      |      |  |  |  |  |  |  |        |        |        |        |        |        |  |  |  |  |          |          |          |          |          |          |      |      |       |       |       |       |       |       |        |        |        |        |        |        |  |  |
| Boáz | Boáz | Boáz | Boáz | Boáz | Boáz |              |  |  |  |  |  | Rúth | Rúth | Rúth | Rúth | Rúth | Rúth |  |  |  |  |  |  | Mahlon | Mahlon | Mahlon | Mahlon | Mahlon | Mahlon |  |  |  |  |          |          | Orpa     | Orpa     | Orpa     | Orpa     | Orpa | Orpa |       |       |       |       |       |       | Kiljon | Kiljon | Kiljon | Kiljon | Kiljon | Kiljon |  |  |
| Boáz | Boáz | Boáz | Boáz | Boáz | Boáz |              |  |  |  |  |  | Rúth | Rúth | Rúth | Rúth | Rúth | Rúth |  |  |  |  |  |  | Mahlon | Mahlon | Mahlon | Mahlon | Mahlon | Mahlon |  |  |  |  |          |          | Orpa     | Orpa     | Orpa     | Orpa     | Orpa | Orpa |       |       |       |       |       |       | Kiljon | Kiljon | Kiljon | Kiljon | Kiljon | Kiljon |  |  |
|      |      |      |      |      |      |              |  |  |  |  |  |      |      |      |      |      |      |  |  |  |  |  |  |        |        |        |        |        |        |  |  |  |  |          |          |          |          |          |          |      |      |       |       |       |       |       |       |        |        |        |        |        |        |  |  |
|      |      |      |      |      |      | Obed         |  |  |  |  |  |      |      |      |      |      |      |  |  |  |  |  |  |        |        |        |        |        |        |  |  |  |  |          |          |          |          |          |          |      |      |       |       |       |       |       |       |        |        |        |        |        |        |  |  |
|      |      |      |      |      |      |              |  |  |  |  |  |      |      |      |      |      |      |  |  |  |  |  |  |        |        |        |        |        |        |  |  |  |  |          |          |          |          |          |          |      |      |       |       |       |       |       |       |        |        |        |        |        |        |  |  |
|      |      |      |      |      |      | Isaj         |  |  |  |  |  |      |      |      |      |      |      |  |  |  |  |  |  |        |        |        |        |        |        |  |  |  |  |          |          |          |          |          |          |      |      |       |       |       |       |       |       |        |        |        |        |        |        |  |  |
|      |      |      |      |      |      |              |  |  |  |  |  |      |      |      |      |      |      |  |  |  |  |  |  |        |        |        |        |        |        |  |  |  |  |          |          |          |          |          |          |      |      |       |       |       |       |       |       |        |        |        |        |        |        |  |  |
|      |      |      |      |      |      | Dávid király |  |  |  |  |  |      |      |      |      |      |      |  |  |  |  |  |  |        |        |        |        |        |        |  |  |  |  |          |          |          |          |          |          |      |      |       |       |       |       |       |       |        |        |        |        |        |        |  |  |